# 20 листопада
20 листопада — 324-й день року (325-й у високосні роки) у григоріанському календарі. До кінця року залишається 41 день.

## Свята і пам'ятні дні

### Міжнародні
- ООН: Всесвітній день пам'яті жертв дорожньо-транспортних пригод (Третя неділя листопада)
- ООН — Всесвітній день дитини
- ООН — День індустріалізації Африки

### Національні
- Україна — Свято III Універсалу (День проголошення УНР, 1917, неофіційно)
- Україна — День захисту дітей[1].
- В'єтнам — День вчителя.
- Мексика — День революції.
- Канада — Національний день дитини.
- Аргентина — Національний день суверенітету.

## Іменини
✝  Католицькі:
✙ Православні: Григорій, Анатолій, Йосип, Іван, Анна.

## Події

Роман Шухевич на Конференції поневолених народів

- 1624 — Захарія Копистенський поставлений архімандритом Києво-Печерської Лаври.
- 1805 — Відбулась прем'єра єдиної опери Людвіґа ван Бетховена «Фіделіо».
- 1818 — Симон Болівар проголосив незалежність Венесуели від Іспанського королівства
- 1910 — Початок Мексиканської революції. Франсиско Мадеро оголошує План Сан-Луїс-Потосі, де проголошує себе президентом Мексики та закликає до озброєної боротьби проти диктатора Порфіріо Діаса.
- 1917 — своїм 3-м Універсалом Українська Центральна Рада проголосила УНР
- 1918 — Більшовики створили тимчасовий уряд УСРР на чолі з Юрієм П'ятаковим.
- 1941 — робітники в Ленінграді почали отримувати по продовольчих картках 250 грамів хліба в день, всі решта — 125. За час блокади померло від голоду понад 640,000 ленінградців.

- 1943 — Під охороною УПА на Волині почалася Перша Конференція поневолених народів Східної Європи та Азії, на якій оформлено політичну організацію — Антибільшовицький Блок Народів (АБН).
- 1945 — у німецькому місті Нюрнберг розпочався міжнародний судовий процес над нацистськими діячами Третього Рейху.
- 1985 — випущена Microsoft Windows 1.0
- 1990 — заарештовано Андрія Романовича Чикатило — найвідомішого радянського серійного вбивцю.
- 1991 — встановлено консульські відносини між Україною і Туреччиною.
- 1998 — запуск першого модуля Міжнародної космічної станції (модуль «Зоря»)
- 2003 — В Антарктиді знайдено лід віком 900 тисяч років.
- 2004 — Шевченківський районний суд Києва відхилив подання Київської міської державної адміністрації про обмеження на проведення масових акцій на Майдані Незалежності з 21 по 23 листопада.

## Народились

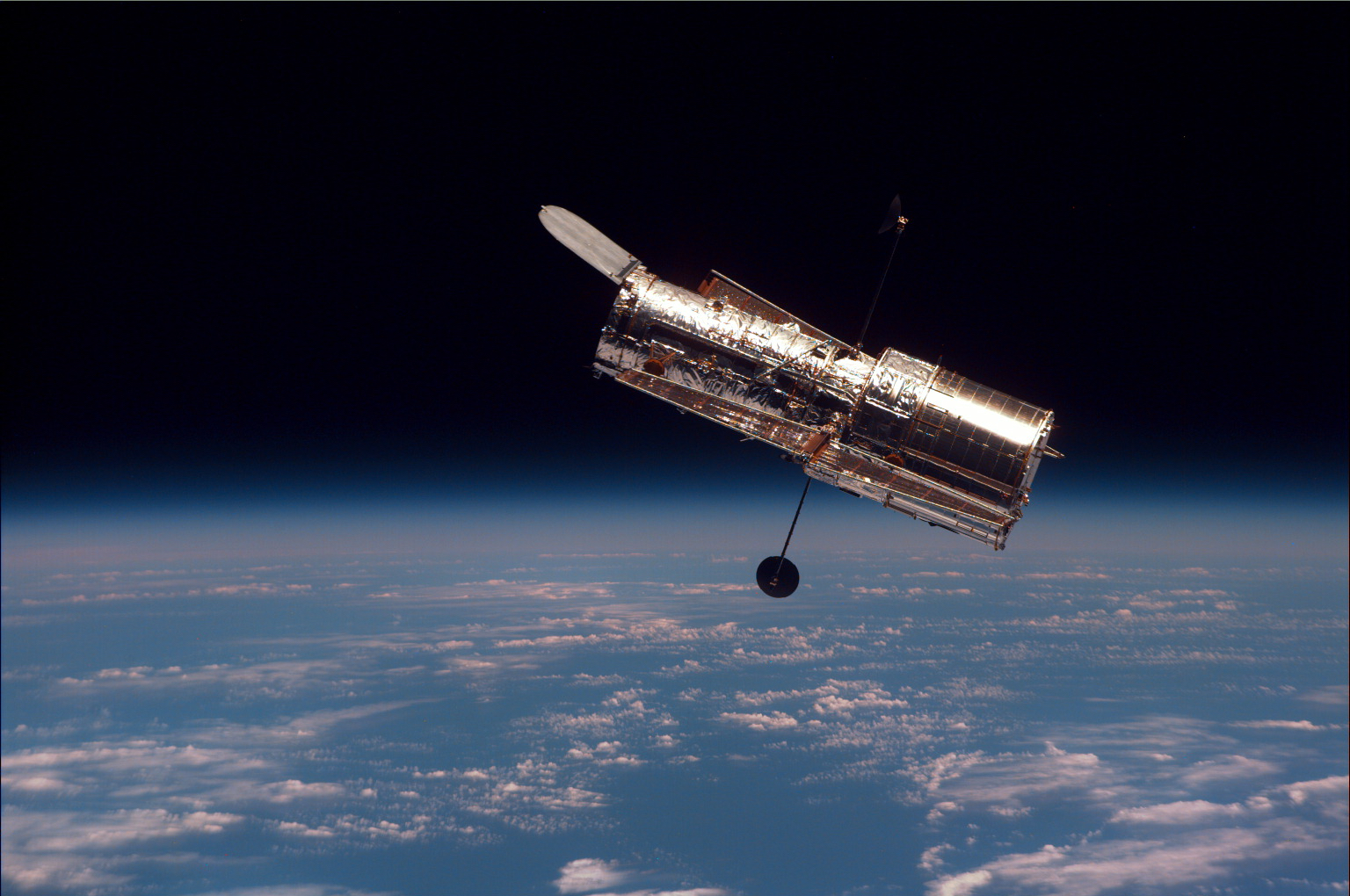
Телескоп «Габбл»

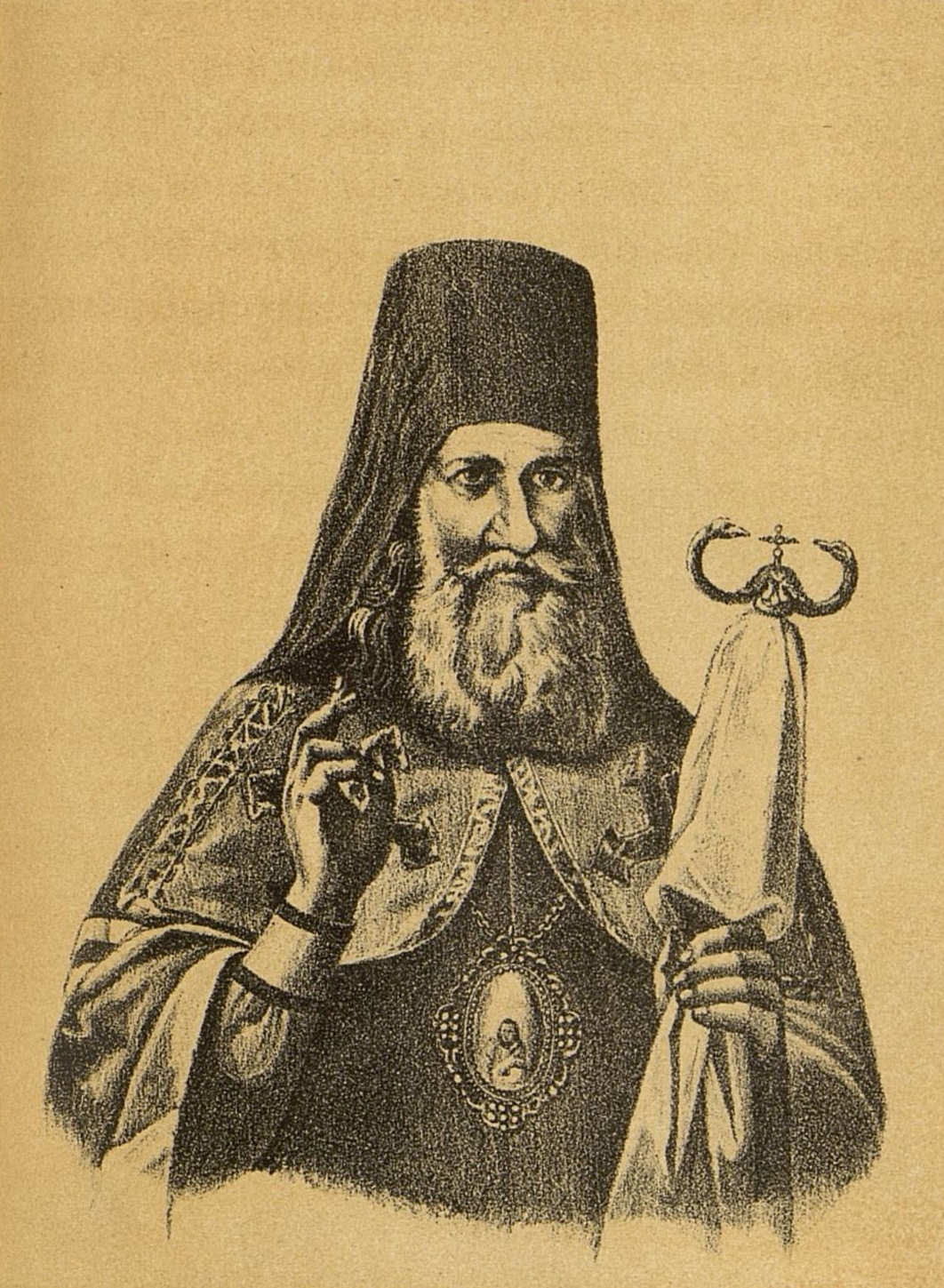
Григорій (Кониський)

Дивись також Категорія:Народились 20 листопада
- 1625 — Паулюс Поттер, нідерландський художник. Один з найвизначніших представників нідерландського живопису Золотої доби.

- 1717 — Григорій Кониський, український письменник, проповідник, церковний і культурний діяч.
- 1858 — Сельма Лагерлеф, шведська письменниця, лауреатка Нобелівської премії з літератури.
- 1889 — Едвін Габбл, американський астроном, автор концепції розширення Всесвіту. Його ім'я має сучасний орбітальний телескоп.
- 1896 — Михайло Вериківський, композитор, диригент і фольклорист.
- 1923 — Петро Опанасович Фарін, солдат, кавалер трьох орденів Слави.
- 1924 — Бенуа Мандельброт, французький математик польського походження, засновник фрактальної геометрії.
- 1925 — Роберт Кеннеді, американський політичний і державний діяч, молодший брат вбитого президента Джона Ф. Кеннеді.
- 1942 — Джо Байден, 46-й Президент США (з 2021)
- 1934 — Лев Полугаєвський, радянський шаховий гросмейстер і теоретик.
- 1961 — Євгеній Тельнов, солдат Національної гвардії України, учасник війни на сході України. Герой України.
- 1963 — Михайло Петрович Дідик, оперний співак, народний артист України, лауреат Державної премії імені Тараса Шевченка.
- 1983 — Михайло Хома, український співак, соліст гурту DZIDZIO.
- 1998 — Таїсія-Оксана Щурук, українська акторка кіно.

## Померли

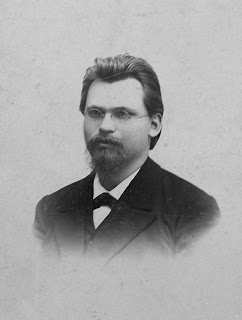
Георгій Вороний

Євген Адамцевич

Олег Мінько

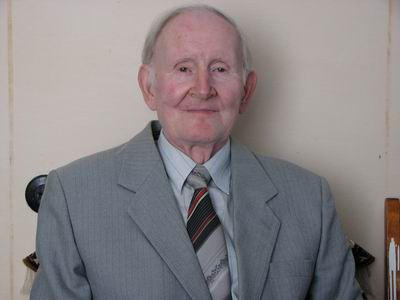
Борис Гуцуляк

Дивись також Категорія:Померли 20 листопада
- 1651 — Миколай Потоцький, польський магнат, великий коронний гетьман часів Хмельниччини.
- 1867 — Петро Клодт, російський скульптор, автор постаті князя Володимира до Пам'ятника князю Володимиру у Києві. Був у дружніх стосунках з Тарасом Шевченком.
- 1908 — Георгій Вороний, видатний український математик, творець геометрії чисел, зробив значний внесок у розвиток сучасної інформатики.
- 1910 — Лев Толстой, російський граф, офіцер і письменник.
- 1945 — Френсіс Вільям Астон, британський фізик і хімік, лауреат Нобелівської премії з хімії за 1922 рік.
- 1949 — Вольфганг Борхерт, німецький письменник, один з найвідоміших авторів в німецькій літературі епохи руїн. Найвизначніший твір — п'єса «На вулиці, перед зачиненими дверима» (1947).
- 1972 — Євген Адамцевич, український кобзар, віртуозний виконавець українських народних історичних пісень, автор Запорозького маршу.
- 1976 — Трохим Лисенко, радянський і український агроном та біолог, академік ВАСГНІЛ, академік АН СРСР.
- 1978 — Джорджо де Кіріко, італійський аристократ, художник і графік XX століття, близький до сюрреалізму.
- 1983 — Марсель Даліо, французький актор.
- 2006 — Роберт Альтман, американський кінорежисер, сценарист, володар нагород «Золотої пальмової гілки», «Золотого лева» і «Золотого ведмедя».
- 2008 — Ян Генрик Махульський, польський актор, кінорежисер.
- 2013 — Олег Мінько, український художник і викладач, вважається одним із найкращих сучасних художників України.
- 2015 — Борис Гуцуляк, український хімік, доктор хімічних наук, професор.